# Liga Mistrzów UEFA (2004/2005)
Liga Mistrzów UEFA 2004/2005 – 13. sezon Ligi Mistrzów UEFA, najbardziej prestiżowego turnieju w europejskiej klubowej piłce nożnej, rozgrywanego od 1992 roku (50. turniej ogólnie, wliczając Puchar Europy Mistrzów Klubowych).
Finał został rozegrany 25 maja 2005 na Atatürk Olimpiyat Stadyumu w Stambule.
Rozgrywki składają się z 3 części:
- fazy kwalifikacyjnej,
- fazy grupowej,
- fazy pucharowej.

## I runda kwalifikacyjna
| Drużyna 1                            | Wynik dwumeczu | Drużyna 2       | Pierwszy mecz | Drugi mecz |
| ------------------------------------ | -------------- | --------------- | ------------- | ---------- |
| Pobeda Prilep                        | 2:4            | Piunik Erywań   | 1:3           | 1:1        |
| Sliema Wanderers                     | 1:6            | FBK Kaunas      | 0:2           | 1:4        |
| NK Siroki Brijeg                     | 2:2(b.wyj.)    | Neftçi PFK      | 2:1           | 0:1        |
| KR                                   | 2:2(b.wyj.)    | Shelbourne FC   | 2:2           | 0:0        |
| Skonto Ryga                          | 7:1            | Rhyl FC         | 4:0           | 3:1        |
| Flora Tallinn                        | 3:7            | ND Gorica       | 2:4           | 1:3        |
| Linfield F.C.                        | 0:2            | HJK Helsinki    | 0:1           | 0:1        |
| Sheriff Tyraspol                     | 2:1            | Jeunesse d'Esch | 2:0           | 0:1        |
| WIT Georgia Tbilisi                  | 5:3            | HB Tórshavn     | 5:0           | 0:3        |
| FK Homel                             | 1:2            | SK Tirana       | 0:2           | 1:0        |
| Po lewej gospodarz pierwszego meczu. |                |                 |               |            |

## II runda kwalifikacyjna
Pierwsze mecze:
| Drużyna 1                            | Wynik dwumeczu | Drużyna 2         | Pierwszy mecz | Drugi mecz |
| ------------------------------------ | -------------- | ----------------- | ------------- | ---------- |
| WIT Georgia Tbilisi                  | 2:11           | Wisła Kraków      | 2:8           | 0:3        |
| Piunik Erywań                        | 1:4            | Szachtar Donieck  | 1:3           | 0:1        |
| ND Gorica                            | 6:2            | FC København      | 1:2           | 5:0        |
| Neftçi PFK                           | 0:2            | CSKA Moskwa       | 0:0           | 0:2        |
| HJK Helsinki                         | 0:1            | Maccabi Tel Awiw  | 0:0           | 0:1        |
| SK Tirana                            | 3:3(b.wyj.)    | Ferencvarosi TC   | 2:3           | 1:0        |
| APOEL Nikozja                        | 3:4            | Sparta Praga      | 2:2           | 1:2        |
| Rosenborg BK                         | 4:1            | Sheriff Tyraspol  | 2:1           | 2:0        |
| BSC Young Boys                       | 2:5            | FK Crvena zvezda  | 2:2           | 0:3        |
| MSK Zilina                           | 0:2            | Dinamo Bukareszt  | 0:1           | 0:1        |
| Skonto Ryga                          | 1:4            | Trabzonspor       | 1:1           | 0:3        |
| Club Brugge                          | 6:0            | Lokomotiw Płowdiw | 2:0           | 4:0        |
| Hajduk Split                         | 3:4            | Shelbourne FC     | 3:2           | 0:2        |
| Djurgårdens IF                       | 2:0            | FBK Kaunas        | 0:0           | 2:0        |
| Po lewej gospodarz pierwszego meczu. |                |                   |               |            |

## III runda kwalifikacyjna
Pierwsze mecze:
10 sierpnia 2004
| Juventus F.C. (Włochy)  | 2 – 2     | Djurgårdens IF (Szwecja)  |
| CSKA Moskwa (Rosja)     | 2 – 1     | Rangers F.C. (Szkocja)    |
| Dynamo Kijów (Ukraina)  | 1 – 2     | Trabzonspor (Turcja)      |
| SL Benfica (Portugalia) | 1 – 0     | RSC Anderlecht (Belgia)   |
| PAOK FC (Grecja)        | 0 – 3 wo. | Maccabi Tel-Awiw (Izrael) |
| Grazer AK (Austria)     | 0 – 2     | Liverpool F.C. (Anglia)   |

11 sierpnia 2004
| Wisła Kraków                           | 0 – 2 | Real Madryt (Hiszpania)         |
| Ferencvárosi TC (Węgry)                | 1 – 0 | Sparta Praga (Czechy)           |
| Rosenborg BK (Norwegia)                | 2 – 1 | Maccabi Hajfa (Izrael)          |
| Bayer 04 Leverkusen (Niemcy)           | 5 – 0 | Banik Ostrawa (Czechy)          |
| Szachtar Donieck (Ukraina)             | 4 – 1 | Club Brugge (Belgia)            |
| FK Crvena zvezda (Serbia i Czarnogóra) | 3 – 2 | PSV (Holandia)                  |
| FC Dinamo Bukareszt (Rumunia)          | 1 – 2 | Manchester United F.C. (Anglia) |
| FC Basel (Szwajcaria)                  | 1 – 1 | Inter Mediolan (Włochy)         |
| Shelbourne FC (Irlandia)               | 0 – 0 | Deportivo La Coruña (Hiszpania) |
| ND Gorica (Słowenia)                   | 0 – 3 | AS Monaco (Francja)             |

Mecze rewanżowe:
24 sierpnia 2004
| Maccabi Hajfa (Izrael)          | 2 – 3 po dogr. | Rosenborg BK (Norwegia)  |
| Inter Mediolan (Włochy)         | 4 – 1          | FC Basel (Szwajcaria     |
| RSC Anderlecht (Belgia)         | 3 – 0          | SL Benfica (Portugalia)  |
| AS Monaco (Francja)             | 6 – 0          | ND Gorica (Słowenia)     |
| Liverpool F.C. (Anglia)         | 0 – 1          | Grazer AK (Austria)      |
| Deportivo La Coruña (Hiszpania) | 3 – 0          | Shelbourne FC (Irlandia) |

25 sierpnia 2004
| Real Madryt (Hiszpania)         | 3 – 1          | Wisła Kraków                           |
| Djurgårdens IF (Szwecja)        | 1 – 4          | Juventus F.C. (Włochy)                 |
| Banik Ostrawa (Czechy)          | 2 – 1          | Bayer 04 Leverkusen (Niemcy)           |
| Rangers (Szkocja)               | 1 – 1          | CSKA Moskwa (Rosja)                    |
| Trabzonspor (Turcja)            | 0 – 2          | Dynamo Kijów (Ukraina)                 |
| PSV (Holandia)                  | 5 – 0          | FK Crvena zvezda (Serbia i Czarnogóra) |
| Manchester United F.C. (Anglia) | 3 – 0          | FC Dinamo Bukareszt (Rumunia)          |
| Maccabi Tel-Awiw (Izrael)       | 1 – 0          | PAOK FC (Grecja)                       |
| Sparta Praga (Czechy)           | 2 – 0 po dogr. | Ferencvárosi TC (Węgry)                |
| Club Brugge (Belgia)            | 2 – 2          | Szachtar Donieck (Ukraina)             |

## Faza grupowa

### Grupa A
| Drużyna             | Pkt | Mecze | Wyg | Rem | Por | BrZd | BrStr |
| ------------------- | --- | ----- | --- | --- | --- | ---- | ----- |
| AS Monaco           | 12  | 6     | 4   | 0   | 2   | 10   | 4     |
| Liverpool F.C.      | 10  | 6     | 3   | 1   | 2   | 6    | 3     |
| Olympiakos SFP      | 10  | 6     | 3   | 1   | 2   | 5    | 5     |
| Deportivo La Coruña | 2   | 6     | 0   | 2   | 4   | 0    | 9     |

15 września 2004
- Deportivo La Coruña – Olympiakos SFP 0:0
- Liverpool F.C. – AS Monaco 2:0 (1:0) Cissé 22', Baros 84'

28 września 2004
- AS Monaco – Deportivo La Coruña 2:0 (2:0) Kallon 5', Saviola 10'
- Olympiakos SFP – Liverpool F.C. 1:0 (1:0) Stoltidis 17'

19 października 2004
- Liverpool F.C. – Deportivo La Coruña 0:0
- AS Monaco – Olympiakos SFP 2:1 (2:0) Saviola 2', Chevantón 10' – Okas 60'

3 listopada 2004
- Olympiakos SFP – AS Monaco 1:0 (0:0) Schurrer 84'
- Deportivo La Coruña – Liverpool F.C. 0:1 (0:1) Andrade 14' (samob.)

23 listopada 2004
- AS Monaco – Liverpool F.C. 1:0 (0:0) Saviola 55'
- Olympiakos SFP – Deportivo La Coruña 1:0 (0:0) Djordjevic 68'

8 grudnia 2004
- Deportivo La Coruña – AS Monaco 0:5 (0:3) Chevantón 22', Givet 37', Saviola 39', Maicon 55', Adebayor 76'
- Liverpool F.C. – Olympiakos SFP 3:1 (0:1) Pongolle 47', Mellor 80', Gerrard 86' – Rivaldo 27'

### Grupa B
| Drużyna             | Pkt | Mecze | Wyg | Rem | Por | BrZd | BrStr |
| Bayer 04 Leverkusen | 11  | 6     | 3   | 2   | 1   | 13   | 7     |
| Real Madryt         | 11  | 6     | 3   | 2   | 1   | 11   | 8     |
| Dynamo Kijów        | 10  | 6     | 3   | 1   | 2   | 11   | 8     |
| AS Roma             | 1   | 6     | 0   | 1   | 5   | 4    | 16    |

15 września 2004
- Bayer 04 Leverkusen – Real Madryt 3:0 (1:0) Krzynówek 39', França 50', Berbatow 55'
- AS Roma – Dynamo Kijów 0:3 walkower dla Dynama

28 września 2004
- Dynamo Kijów – Bayer 04 Leverkusen 4:2 (1:0) Rincon 30', 69', Cernat 73', 90' – Woronin 59', Nowotny 68'
- Real Madryt – AS Roma 4:2 (1:2) Raúl 39', 72', Figo 52' (karny), Roberto Carlos 79' – De Rossi 3', Cassano 21'

19 października 2004
- Bayer 04 Leverkusen – AS Roma 3:1 (0:1) Roque Junior 48', Krzynówek 59', França 90' – Berbatow 26' (samob.)
- Real Madryt – Dynamo Kijów 1:0 (1:0) Owen 35'

3 listopada 2004
- AS Roma – Bayer 04 Leverkusen 1:1 (0:0) Montella 90' – Berbatow 82'
- Dynamo Kijów – Real Madryt 2:2 (2:2) Yussuf 13', Verpakovskis 23' – Raúl 38', Figo 44' (karny)

23 listopada 2004
- Dynamo Kijów – AS Roma 2:0 (0:0) Delas 73' (samob.), Szackich 82'
- Real Madryt – Bayer 04 Leverkusen 1:1 (0:1) Raúl 69' – Berbatow 36'

8 grudnia 2004
- Bayer 04 Leverkusen – Dynamo Kijów 3:0 (0:0) Juan 51', Woronin 77', Babic 86'
- AS Roma – Real Madryt 0:3 (0:1) Ronaldo 9', Figo 60' (karny), 82'

### Grupa C
| Drużyna          | Pkt | Mecze | Wyg | Rem | Por | BrZd | BrStr |
| ---------------- | --- | ----- | --- | --- | --- | ---- | ----- |
| Juventus F.C.    | 16  | 6     | 5   | 1   | 0   | 6    | 1     |
| Bayern Monachium | 10  | 6     | 3   | 1   | 2   | 12   | 5     |
| AFC Ajax         | 4   | 6     | 1   | 1   | 4   | 6    | 10    |
| Maccabi Tel-Awiw | 4   | 6     | 1   | 1   | 4   | 4    | 12    |

15 września 2004
- AFC Ajax – Juventus F.C. 0:1 (0:1) Nedved 42'
- Maccabi Tel-Awiw – Bayern Monachium 0:1 (0:0) Makaay 64' (karny)

28 września 2004
- Bayern Monachium – AFC Ajax 4:0 (2:0) Makaay 28', 44', 52' (karny), Ze Roberto 55'
- Juventus F.C. – Maccabi Tel-Awiw 1:0 (1:0) Camoranesi 37'

19 października 2004
- AFC Ajax – Maccabi Tel-Awiw 3:0 (3:0) Sonck 4', De Jong 21', Van Der Vaart 33'
- Juventus F.C. – Bayern Monachium 1:0 (0:0) Nedved 76'

3 listopada 2004
- Maccabi Tel-Awiw – AFC Ajax 2:1 (0:0) Dego 49', 57' – De Ridder 88'
- Bayern Monachium – Juventus F.C. 0:1 (0:0) Del Piero 90'

23 listopada 2004
- Bayern Monachium – Maccabi Tel-Awiw 5:1 (3:0) Pizarro 12', Salihamidžić 37', Frings 44', Makaay 71', 80' – Dego 55' (karny)
- Juventus F.C. – AFC Ajax 1:0 (1:0) Zalayeta 15'

8 grudnia
- AFC Ajax – Bayern Monachium 2:2 (1:1) Galasek 38', Mitea 64' – Makaay 9', Ballack 78'
- Maccabi Tel-Awiw – Juventus F.C. 1:1 (1:0) Dego 29' (karny) – Del Piero 71'

### Grupa D
| Drużyna                | Pkt | Mecze | Wyg | Rem | Por | BrZd | BrStr |
| ---------------------- | --- | ----- | --- | --- | --- | ---- | ----- |
| Olympique Lyon         | 13  | 6     | 4   | 1   | 1   | 17   | 8     |
| Manchester United F.C. | 11  | 6     | 3   | 2   | 1   | 14   | 9     |
| Fenerbahçe SK          | 9   | 6     | 3   | 0   | 3   | 10   | 13    |
| Sparta Praga           | 1   | 6     | 0   | 1   | 5   | 2    | 13    |

15 września 2004
- Fenerbahçe SK – Sparta Praga 1:0 (1:0) Van Hoijdonk 16'
- Olympique Lyon – Manchester United F.C. 2:2 (2:0) Cris 35', Frau 45' – Van Nistelrooy 56', 61'

28 września 2004
- Manchester United F.C. – Fenerbahçe SK 6:2 (3:0) Giggs 7', Rooney 17', 28', 54', Van Nistelrooy 78', Bellion 81' – Nobre 46', Sanli 59'
- Sparta Praga – Olympique Lyon 1:2 (1:1) Jun 7' – Essien 25', Wiltord 58'

19 października 2004
- Fenerbahçe SK – Olympique Lyon 1:3 (0:0) Nobre 68' – Juninho 55', Cris 66', Frau 87'
- Sparta Praga – Manchester United F.C. 0:0

3 listopada 2004
- Olympique Lyon – Fenerbahçe SK 4:2 (1:1) Essien 22', Malouda 53', Nilmar 90', 90' – Sahin 14', Sanli 73'
- Manchester United F.C. – Sparta Praga 4:1 (2:0) Van Nistelrooy 14', 25' (karny), 60', 90' – Zelenka 53'

23 listopada 2004
- Manchester United F.C. – Olympique Lyon 2:1 (1:1) G. Neville 19', Van Nistelrooy 53' – Diarra 40'
- Sparta Praga – Fenerbahçe SK 0:1 (0:1) Kováč 20' (samob.)

8 grudnia 2004
- Fenerbahçe SK – Manchester United F.C. 3:0 (0:0) Sanli 47', 62', 90'
- Olympique Lyon – Sparta Praga 5:0 (2:0) Essien 7', Nilmar 19', 51', Idangar 83', Bergougnoux 90'

### Grupa E
| Drużyna          | Pkt | Mecze | Wyg | Rem | Por | BrZd | BrStr |
| ---------------- | --- | ----- | --- | --- | --- | ---- | ----- |
| Arsenal F.C.     | 10  | 6     | 2   | 4   | 0   | 11   | 6     |
| PSV              | 10  | 6     | 3   | 1   | 2   | 6    | 7     |
| Panathinaikos AO | 9   | 6     | 2   | 3   | 1   | 11   | 8     |
| Rosenborg BK     | 2   | 6     | 0   | 2   | 4   | 6    | 12    |

14 września 2004
- Arsenal FC – PSV 1:0 (1:0) Alex 42' (samob.)
- Panathinaikos AO – Rosenborg BK 2:1 (1:0) Gonzalez 43', 79' – Johnsen 90'

29 września 2004
- PSV – Panathinaikos AO 1:0 (0:0) Vennegoor Of Hesselink 80'
- Rosenborg BK – Arsenal FC 1:1 (0:1) Strand 52' – Ljungberg 6'

20 października 2004
- Panathinaikos AO – Arsenal FC 2:2 (0:1) Gonzalez 65', Olisadebe 81' – Ljungberg 18', Henry 74'
- Rosenborg BK – PSV 1:2 (1:1) Storflor 42' – Farfan 26', De Jong 85'

2 listopada 2004
- Arsenal F.C. – Panathinaikos AO 1:1 (1:0) Henry 16' (karny) – Cygan 75' (samob.)
- PSV – Rosenborg BK 1:0 (1:0) Beasley 10'

24 listopada 2004
- PSV – Arsenal FC 1:1 (1:1) Ooijer 8' – Henry 31'
- Rosenborg BK – Panathinaikos AO 2:2 (0:1) Helstad 68', 76' – Konstantinou 16', Skacel 71'

7 grudnia 2004
- Panathinaikos AO – PSV 4:1 (2:1) Papadopoulos 30', Munch 45' (karny), 57', Sanmartean 81' – Beasley 37'
- Arsenal FC – Rosenborg BK 5:1 (4:1) Reyes 4', Henry 24', Fàbregas 29', Pirès 41' (karny), Van Persie 84' – Hoftun 38'

### Grupa F
| Drużyna          | Pkt | Mecze | Wyg | Rem | Por | BrZd | BrStr |
| ---------------- | --- | ----- | --- | --- | --- | ---- | ----- |
| AC Milan         | 13  | 6     | 4   | 1   | 1   | 10   | 3     |
| FC Barcelona     | 10  | 6     | 3   | 1   | 2   | 9    | 6     |
| Szachtar Donieck | 6   | 6     | 2   | 0   | 4   | 5    | 9     |
| Celtic F.C.      | 5   | 6     | 1   | 2   | 3   | 4    | 10    |

14 września 2004
- Celtic F.C. – FC Barcelona 1:3 (0:1) Sutton 59' – Deco 20', Giuly 78', Larsson 82'
- Szachtar Donieck – A.C. Milan 0:1 (0:0) Seedorf 84'

29 września 2004
- FC Barcelona – Szachtar Donieck 3:0 (1:0) Deco 15', Ronaldinho 64' (karny), Eto’o 89'
- A.C. Milan – Celtic F.C. 3:1 (1:0) Szewczenko 8', Inzaghi 89', Pirlo 90' – Varga 74'

20 października 2004
- Szachtar Donieck – Celtic F.C. 3:0 (0:0) Matuzalem 57', 63', Brandao 78'
- A.C. Milan – FC Barcelona 1:0 (1:0) Szewczenko 31'

2 listopada 2004
- Celtic F.C. – Szachtar Donieck 1:0 (1:0) Thompson 25'
- FC Barcelona – A.C. Milan 2:1 (1:1) Eto’o 37', Ronaldinho 89' – Szewczenko 17'

24 listopada 2004
- FC Barcelona – Celtic F.C. 1:1 (1:1) Eto’o 24' – Hartson 45'
- A.C. Milan – Szachtar Donieck 4:0 (0:0) Kaká 52', 90', Crespo 53', 85'

7 grudnia 2004
- Szachtar Donieck – FC Barcelona 2:0 (2:0) Aghahowa 14', 22'
- Celtic F.C. – A.C. Milan 0:0

### Grupa G
| Drużyna        | Pkt | Mecze | Wyg | Rem | Por | BrZd | BrStr |
| -------------- | --- | ----- | --- | --- | --- | ---- | ----- |
| Inter Mediolan | 14  | 6     | 4   | 2   | 0   | 14   | 3     |
| Werder Brema   | 13  | 6     | 4   | 1   | 1   | 12   | 6     |
| Valencia FC    | 7   | 6     | 2   | 1   | 3   | 6    | 10    |
| RSC Anderlecht | 0   | 6     | 0   | 0   | 6   | 4    | 17    |

14 września 2004
- Inter Mediolan – Werder Brema 2:0 (1:0) Adriano 34' (karny), 89'
- Valencia FC – RSC Anderlecht 2:0 (2:0) Vicente 16', Baraja 45'

29 września 2004
- Werder Brema – Valencia FC 2:1 (0:1) Klose 60', Charisteas 84' – Vicente 2'
- RSC Anderlecht – Inter Mediolan 1:3 (0:1) Baseggio 90' – Martins 9', Adriano 51', Stanković 55'

20 października 2004
- Valencia FC – Inter Mediolan 1:5 (0:0) Aimar 73' – Stanković 47', Vieri 49', Van Der Meyde 76', Adriano 81', Cruz 90'
- RSC Anderlecht – Werder Brema 1:2 (1:1) Wilhelmsson 26' – Klasnić 36', 59'

2 listopada 2004
- Inter Mediolan – Valencia FC 0:0
- Werder Brema – RSC Anderlecht 5:1 (3:1) Klasnić 2', 16', 79', Klose 33', Jensen 90' – Jaszczuk 30'

24 listopada 2004
- Werder Brema – Inter Mediolan 1:1 (0:0) Ismael 49' (karny) – Martins 55'
- RSC Anderlecht – Valencia FC 1:2 (1:1) Wilhelmsson 24' – Corradi 19', Di Vaio 48'

7 grudnia 2004
- Valencia FC – Werder Brema 0:2 (0:0) Valdez 83', 90'+2
- Inter Mediolan – RSC Anderlecht 3:0 (1:0) Cruz 33', Martins 60', 63'

### Grupa H
| Drużyna      | Pkt | Mecze | Wyg | Rem | Por | BrZd | BrStr |
| ------------ | --- | ----- | --- | --- | --- | ---- | ----- |
| Chelsea F.C. | 13  | 6     | 4   | 1   | 1   | 10   | 3     |
| FC Porto     | 8   | 6     | 2   | 2   | 2   | 4    | 6     |
| CSKA Moskwa  | 7   | 6     | 2   | 1   | 3   | 5    | 5     |
| PSG Paryż    | 5   | 6     | 1   | 2   | 3   | 3    | 8     |

14 września 2004
- FC Porto – CSKA Moskwa 0:0
- PSG Paryż – Chelsea F.C. 0:3 (0:2) Terry 29', Drogba 45', 76'

29 września 2004
- CSKA Moskwa – PSG Paryż 2:0 (0:0) Siemak 64', Vagner Love 77' (karny)
- Chelsea F.C. – FC Porto 3:1 (1:0) Smiertin 7', Drogba 50', Terry 70' – McCarthy 68'

20 października 2004
- PSG Paryż – FC Porto 2:0 (2:0) Coridon 30', Pauleta 32'
- Chelsea F.C. – CSKA Moskwa 2:0 (2:0) Terry 9', Gudjohnsen 45'

2 listopada 2004
- FC Porto – PSG Paryż 0:0
- CSKA Moskwa – Chelsea F.C. 0:1 (0:1) Robben 24'

24 listopada 2004
- CSKA Moskwa – FC Porto 0:1 (0:1) McCarthy 28'
- Chelsea F.C. – PSG Paryż 0:0

7 grudnia 2004
- PSG Paryż – CSKA Moskwa 1:3 (1:1) Pancrate 37' – Siemak 28', 63', 70'
- FC Porto – Chelsea F.C. 2:1 (0:1) Diego 61', McCarthy 86' – Duff 34'

## 1/8 finału
Pierwsze mecze:
22 lutego 2005
| Bayern Monachium (Niemcy) | 3 – 1 | Arsenal F.C. (Anglia)        | Pizarro 4, 58, Salihamidžić 65 – Touré 88           |
| Liverpool F.C. (Anglia)   | 3 – 1 | Bayer 04 Leverkusen (Niemcy) | Luis García 15, Riise 35, Hamann 90+2 – França 90+3 |
| PSV (Holandia)            | 1 – 0 | AS Monaco (Francja)          | Alex 8                                              |
| Real Madryt (Hiszpania)   | 1 – 0 | Juventus F.C. (Włochy)       | Helguera 31                                         |

23 lutego 2005
| FC Barcelona (Hiszpania)        | 2 – 1 | Chelsea F.C. (Anglia)    | López 67, Eto’o 73 – Belletti 33 sam |
| Werder Brema (Niemcy)           | 0 – 3 | Olympique Lyon (Francja) | Wiltord 9, Diarra 77, Juninho 80     |
| Manchester United F.C. (Anglia) | 0 – 1 | AC Milan (Włochy)        | Crespo 78                            |
| FC Porto (Portugalia)           | 1 – 1 | Inter Mediolan (Włochy)  | Ricardo Costa 61 – Martins 24        |

Rewanże:
8 marca 2005
| Chelsea F.C. (Anglia)    | 4 – 2 | FC Barcelona (Hiszpania)        | Gudjohnsen 8, Lampard 17, Duff 19, Terry 76 – Ronaldinho 27k, 38                  |
| Olympique Lyon (Francja) | 7 – 2 | Werder Brema (Niemcy)           | Wiltord 8, 55, 64, Essien 17, 30, Malouda 60, Berthod 80k – Micoud 32, Ismael 57k |
| AC Milan (Włochy)        | 1 – 0 | Manchester United F.C. (Anglia) | Crespo 61                                                                         |

9 marca 2005
| Arsenal F.C. (Anglia)        | 1 – 0          | Bayern Monachium (Niemcy) | Henry 66                                    |
| Bayer 04 Leverkusen (Niemcy) | 1 – 3          | Liverpool F.C. (Anglia)   | Krzynówek 88 – Luis García 28, 32, Baros 67 |
| AS Monaco (Francja)          | 0 – 2          | PSV (Holandia)            | Vennegoor Of Hesselink 26, Beasley 69       |
| Juventus F.C. (Włochy)       | 2 – 0 po dogr. | Real Madryt (Hiszpania)   | Trezeguet 75, Zalayeta 106                  |

15 marca 2005
| Inter Mediolan (Włochy) | 3 – 1 | FC Porto (Portugalia) | Adriano 6, 63, 87 – Jorge Costa 69 |

## Ćwierćfinał
Pierwsze mecze:
5 kwietnia 2005
| Liverpool F.C. (Anglia)  | 2 – 1 | Juventus F.C. (Włochy) | Hyypiä 10, Luis García 25 – Cannavaro 63 |
| Olympique Lyon (Francja) | 1 – 1 | PSV (Holandia)         | Malouda 12 – Cocu 79                     |

6 kwietnia 2005
| Chelsea F.C. (Anglia) | 4 – 2 | Bayern Monachium (Niemcy) | Joe Cole 4, Lampard 60, 70, Drogba 81 – Schweinsteiger 52, Ballack 90+3 (karny) |
| AC Milan (Włochy)     | 2 – 0 | Inter Mediolan (Włochy)   | Stam 45+1, Szewczenko 74 –                                                      |

Rewanże:
12 kwietnia 2005
| Bayern Monachium (Niemcy) | 3 – 2          | Chelsea F.C. (Anglia) | Pizarro 65, Guerrero 90, Scholl 90+5 – Lampard 30, Drogba 80               |
| Inter Mediolan (Włochy)   | 0 – 3 walkower | AC Milan (Włochy)     | Szewczenko 30 (mecz przerwano po zamieszkach na trybunach przy stanie 0:1) |

13 kwietnia 2005
| Juventus F.C. (Włochy) | 0 – 0              | Liverpool F.C. (Anglia)  |                      |
| PSV (Holandia)         | 1 – 1 karne: 4 – 2 | Olympique Lyon (Francja) | Alex 50 – Wiltord 10 |

## Półfinał
Pierwsze mecze:
26 kwietnia 2005
| A.C. Milan (Włochy) | 2 – 0 | PSV (Holandia) | Szewczenko 42, Tomasson 90 |

27 kwietnia 2005
| Chelsea F.C. (Anglia) | 0 – 0 | Liverpool F.C. (Anglia) |  |

Rewanże:
3 maja 2005
| Liverpool F.C. (Anglia) | 1 – 0 | Chelsea F.C. (Anglia) | Luis García 4 |

4 maja 2005
| PSV (Holandia) | 3 – 1 | A.C. Milan (Włochy) | Park 9, Cocu 65, 90+2 – Ambrosini 90+1 |

## Finał
| 25 maja 2005, godz. 20:45 Atatürk Olimpiyat Stadyumu, Stambuł Sędzia: Manuel Mejuto González Widzów: 70.024 | |             | | |
| | AC Milan | 3:3 (k.2-3) | Liverpool | |
| Maldini (1'), Crespo (39', 44') | Maldini (1'), Crespo (39', 44') |             | Gerrard (54'), Šmicer (56'), Alonso (60') | Gerrard (54'), Šmicer (56'), Alonso (60') |
| | |             | Jamie Carragher, Milan Baroš | |
| Dida, Cafu, Jaap Stam, Alessandro Nesta, Paolo Maldini, Andrea Pirlo, Gennaro Gattuso (112' → Rui Costa), Clarence Seedorf (86' → Serginho), Kaká, Andrij Szewczenko, Hernán Crespo (85' → Jon Dahl Tomasson) Serginho Pirlo Tomasson Kaká Szewczenko | Dida, Cafu, Jaap Stam, Alessandro Nesta, Paolo Maldini, Andrea Pirlo, Gennaro Gattuso (112' → Rui Costa), Clarence Seedorf (86' → Serginho), Kaká, Andrij Szewczenko, Hernán Crespo (85' → Jon Dahl Tomasson) Serginho Pirlo Tomasson Kaká Szewczenko |             | Jerzy Dudek, Steve Finnan (46' → Dietmar Hamann), Jamie Carragher, Sami Hyypiä, Djimi Traoré, Xabi Alonso, Luis Garcia, Steven Gerrard, John Arne Riise, Harry Kewell (23' → Vladimír Šmicer), Milan Baroš (85' → Djibril Cissé) Hamann Cissé Riise Šmicer | Jerzy Dudek, Steve Finnan (46' → Dietmar Hamann), Jamie Carragher, Sami Hyypiä, Djimi Traoré, Xabi Alonso, Luis Garcia, Steven Gerrard, John Arne Riise, Harry Kewell (23' → Vladimír Šmicer), Milan Baroš (85' → Djibril Cissé) Hamann Cissé Riise Šmicer |